# Dawsonius latispina
Dawsonius latispina är en kräftdjursart som först beskrevs av Dawson 1967.  Dawsonius latispina ingår i släktet Dawsonius och familjen Ctenochelidae. Inga underarter finns listade i Catalogue of Life.